# Daşkəsən Rayonu
Daşkəsən Rayonu är ett distrikt i Azerbajdzjan. Det ligger i den västra delen av landet, 300 km väster om huvudstaden Baku. Antalet invånare är 32 900.
Följande samhällen finns i Daşkəsən Rayonu:
- Yukhary-Dashkesan
- Xoşbulaq
- Verkhniy Dashkesan
- Verin-Karagat
- Alunitdağ
- Zinzahal
- Emirvar
- Qaraqullar
- Kabakhtepe
- Tapan
- Alaxançallı
- Dostafyur
- Quşçu
- Zağalı
- Muşavaq
- Astaf
- Gürbulaq
- Qazaxyolçular
- Kyyykhly
- Sharukkar

Trakten runt Daşkəsən Rayonu består i huvudsak av gräsmarker. Runt Daşkəsən Rayonu är det ganska glesbefolkat, med 31 invånare per kvadratkilometer.